# Saint-Denis-de-Villenette
Pour les articles homonymes, voir Saint-Denis.
Saint-Denis-de-Villenette est une ancienne commune française, située dans le département de l'Orne en région Normandie, devenue le 1er janvier 2016 une commune déléguée au sein de la commune nouvelle de Juvigny-Val-d'Andaine.
Elle est peuplée de 134 habitants.
La commune a la particularité de faire partie à la fois des provinces historiques du Maine et de la Normandie dans le pays de Passais.

## Géographie
La commune est aux confins du pays d'Andaine et du Bas-Maine. Son bourg est à 10 km au nord de Lassay-les-Châteaux, à 13 km à l'ouest de Bagnoles-de-l'Orne et à 13 km au sud-est de Domfront.
| La Baroche-sous-Lucé (comm. nouv. de Juvigny-Val-d'Andaine) | La Baroche-sous-Lucé (comm. nouv. de Juvigny-Val-d'Andaine) | Beaulandais (comm. nouv. de Juvigny-Val-d'Andaine) |
| La Baroche-sous-Lucé (comm. nouv. de Juvigny-Val-d'Andaine) | Saint-Denis-de-Villenette                                   | Beaulandais (comm. nouv. de Juvigny-Val-d'Andaine) |
| Loré (comm. nouv. de Juvigny-Val-d'Andaine)                 | Sept-Forges (comm. nouv. de Juvigny-Val-d'Andaine)          | Sept-Forges (comm. nouv. de Juvigny-Val-d'Andaine) |

## Toponymie
Le nom de la localité est attesté sous la forme Sanctus Dionisius de Vileneta en 1256. 
La paroisse était dédiée à Denis de Paris, évêque évangélisateur du IIIe siècle.
 Villenette serait issu du bas latin villanetta, diminutif de villa, « domaine rural ». Selon Charles Rostaing, il peut également s'agir d'un diminutif de Villaines, ce qui pourrait s'expliquer par la proximité de Villaines-la-Juhel.
La dernière partie du toponyme actuel, ajoutée en 1801, se réfère au Sarthon, rivière qui borde le village. En 1793, pendant la Révolution française, ce nom un peu trop religieux est devenu temporairement Sarthon-sous-Chaumont, du fait de sa localisation au pied de la butte Chaumont, avant de reprendre son toponyme initial.
Le gentilé est Dyonisiens.

## Histoire
En 1824, Saint-Denis-de-Villenette (511 habitants en 1821) absorbe la commune homonyme du département de la Mayenne (84 habitants). En 1832, la commune (605 habitants recensés en 1831) absorbe une partie du territoire d'Étrigée (174 habitants), commune située à l'est, l'autre partie étant intégrée à Sept-Forges,,.
Le 1er janvier 2016, Saint-Denis-de-Villenette intègre avec six autres communes la commune de Juvigny-Val-d'Andaine créée sous le régime juridique des communes nouvelles instauré par la loi no 2010-1563 du 16 décembre 2010 de réforme des collectivités territoriales. Les communes de La Baroche-sous-Lucé, Beaulandais, Juvigny-sous-Andaine, Loré, Lucé, Saint-Denis-de-Villenette et Sept-Forges deviennent des communes déléguées et Juvigny-sous-Andaine est le chef-lieu de la commune nouvelle.

## Politique et administration
| Période                                  | Période       | Identité                     | Étiquette | Qualité     |
| ---------------------------------------- | ------------- | ---------------------------- | --------- | ----------- |
| vers 1860                                |               | Jean Libert                  |           |             |
| vers 1870                                |               | Frédéric Bréteau             |           |             |
| vers 1889                                |               | Jean Libert                  |           |             |
| vers 1891                                |               | Auguste Marie Mauger (1854-) |           | cultivateur |
| vers 1929                                |               | Henri Leblanc                |           |             |
| 1989                                     | décembre 2015 | Jean-Paul Leroux             | SE        | Agriculteur |
| Les données manquantes sont à compléter. |               |                              |           |             |

Le conseil municipal était composé de onze membres dont le maire et deux adjoints. Ces conseillers intègrent au complet le conseil municipal de Juvigny-Val-d'Andaine le 1er janvier 2016 jusqu'en 2020 et Jean-Paul Leroux devient maire délégué.

## Démographie
En 2021, la commune comptait 134 habitants. Depuis 2004, les enquêtes de recensement dans les communes de moins de 10 000 habitants ont lieu tous les cinq ans (en 2007, 2012, 2017, etc. pour Saint-Denis-de-Villenette) et les chiffres de population municipale légale des autres années sont des estimations.
Saint-Denis-de-Villenette a compté jusqu'à 641 habitants en 1836.
| 1793 | 1800 | 1806 | 1821 | 1831 | 1836 | 1841 | 1846 | 1851 |
| ---- | ---- | ---- | ---- | ---- | ---- | ---- | ---- | ---- |
| 440  | 393  | 474  | 511  | 605  | 641  | 603  | 561  | 541  |

| 1856 | 1861 | 1866 | 1872 | 1876 | 1881 | 1886 | 1891 | 1896 |
| ---- | ---- | ---- | ---- | ---- | ---- | ---- | ---- | ---- |
| 466  | 434  | 416  | 428  | 415  | 403  | 396  | 366  | 350  |

| 1901 | 1906 | 1911 | 1921 | 1926 | 1931 | 1936 | 1946 | 1954 |
| ---- | ---- | ---- | ---- | ---- | ---- | ---- | ---- | ---- |
| 338  | 318  | 303  | 236  | 224  | 224  | 227  | 253  | 191  |

| 1962 | 1968 | 1975 | 1982 | 1990 | 1999 | 2007 | 2011 | 2016 |
| ---- | ---- | ---- | ---- | ---- | ---- | ---- | ---- | ---- |
| 200  | 194  | 175  | 140  | 111  | 126  | 145  | 152  | 146  |

| 2019 | - | - | - | - | - | - | - | - |
| ---- | - | - | - | - | - | - | - | - |
| 142  | - | - | - | - | - | - | - | - |

## Lieux et monuments
- Église Saint-Denis, en partie du XIIe siècle.
- Ferme de la Prémoudière.

## Activité et manifestations

### Sports
L'Union sportive Sept-Forges-Saint-Denis fait évoluer deux équipes de football en divisions de district.